# Onward (filme)
Onward (bra: Dois Irmãos: Uma Jornada Fantástica; prt: Bora Lá) é um filme de animação estadunidense dos gêneros aventura, drama e fantasia de 2020, produzido pela Pixar Animation Studios e distribuído pela Walt Disney Studios Motion Pictures. O filme é dirigido por Dan Scanlon, sendo seu segundo filme depois de Monsters University (2013), que co-escreveu o roteiro junto de Jason Headley e Keith Bunin. Seu lançamento foi em 6 de março de 2020.

## Enredo
O filme é ambientado em uma cidade mágica suburbana chamada New Mushroomton, onde seus habitantes são elfos, trolls, centauros, sereias e gnomos, e unicórnios são guaxinins e dragões são animais de estimação. Dois irmãos elfos adolescentes, Barley e Ian Lightfoot, embarcam em uma aventura com sua van para descobrir se seu mundo possui magia para terem um encontro com seu pai que faleceu quando eles eram muito novos.

## Elenco
- Tom Holland como Ian Lightfoot; Protagonista e irmão mais novo de Barley.
- Chris Pratt como Barley Lightfoot; Protagonista e irmão mais velho de Ian.
- Julia Louis-Dreyfus como Laurel Lightfoot; mãe viúva de Ian e Barley.
- Octavia Spencer como Corey, a Mantícora
- Mel Rodriguez como Colt Bronco(pt-BR) ou Colt Bravo(pt-PT?)
- Kyle Bornheimer como Wilden Lightfoot
- Lena Waithe como Specter(pt-BR) ou Espectro(pt-PT?)
- Ali Wong como Gore
- Grey Griffin como Dewdrop
- Tracey Ullman como Grecklin
- Wilmer Valderrama como Gaxton
- George Psarras como Avel
- John Ratzenberger como Fenwick Construtor(pt-BR) ou Trabalhador da construção Fenwick(pt-PT?)

## Produção
O filme foi anunciado durante a D23 Expo em julho de 2017, com Dan Scanlon na direção e Kori Rae encarregada na produção, que tinha o título provisório de Suburban Fantasy World. O filme é baseado na vida pessoal de Scanlon, pois seu pai faleceu quando ele e seu irmão tinham 1 e 3 anos, respectivamente, e a relação entre ele e seu irmão inspirou Scanlon a escrever a história com um tom de fantasia e magia. Em dezembro de 2018, o título foi alterado para Onward e junto com o anuncio do elenco principal, formado por Chris Pratt, Tom Holland, Julia Louis-Dreyfus e Octavia Spencer. O primeiro teaser foi lançado em 30 de maio de 2019 e o poster e as primeiras imagens promocionais foram lançadas um dia antes.

### Música
Em 16 de abril de 2019, Mychael Danna e Jeff Danna foram anunciados como os compositores das canções. Ambos já produziram a trilha sonora de The Good Dinosaur (2015).

## Recepção

### Bilheteria
Lançado em 6 de março de 2020 pela Walt Disney Studios Motion Pictures, Onward arrecadou $61,6 milhões nos Estados Unidos e Canadá, e $80,3 milhões em outros territórios, totalizando $142 milhões em todo o mundo. A bilheteria do filme foi significativamente afetada pela pandemia mundial do coronavírus, que forçou a maioria dos cinemas a fechar algumas semanas após seu lançamento. 
Nos Estados Unidos e no Canadá, e foi projetado para arrecadar $45 a 50 milhões em 4.200 cinemas em seu primeiro fim de semana. O filme realizou exibições antecipadas em 29 de fevereiro e faturou $650.000 em 470 cinemas. Em seguida, faturou $12,1 milhões em seu primeiro dia, incluindo $2 milhões dos telespectadores de quinta à noite. O longa estreou com $39,1 milhões, superando as bilheterias, mas marcando o terceiro menor começo de um filme da Pixar. Embora o filme tenha permanecido em primeiro no segundo final de semana, ele caiu 73%, para $10,5 milhões (o pior segundo fim de semana de todos os tempos para um filme da Pixar), e fazia parte do final de semana de maior bilheteria total desde outubro de 1998, com todos os filmes combinando apenas $55,3 milhões. No terceiro fim de semana do filme, devido aos fechamentos de teatro em massa no país todo, ele faturou $71.000 em 135 locais, a maioria drive-ins, e teve sua bilheteria finalizada com apenas $142 milhões de dólares globalmente.

### Críticas
| Filme  | Rotten Tomatoes    | Metacritic       | CinemaScore | AdoroCinema |
| ------ | ------------------ | ---------------- | ----------- | ----------- |
| Onward | 87% (276 resenhas) | 61 (55 críticas) | A-          | 4,0         |